# 게학테 레베르
게학테 레베르(이디시어: געהאקטע לעבער)는 아슈케나즈 유대인의 간 요리이다. 주로 닭 간을 쓰지만, 다른 동물의 간으로 만들기도 한다. 카셰르 음식이며, 샤바트(안식일) 등에 먹는 유대교 명절 음식이기도 하다.

## 같이 보기
- 막사라티코
- 레베르파스테이
- 푸아그라